# Europe – Simone Veil

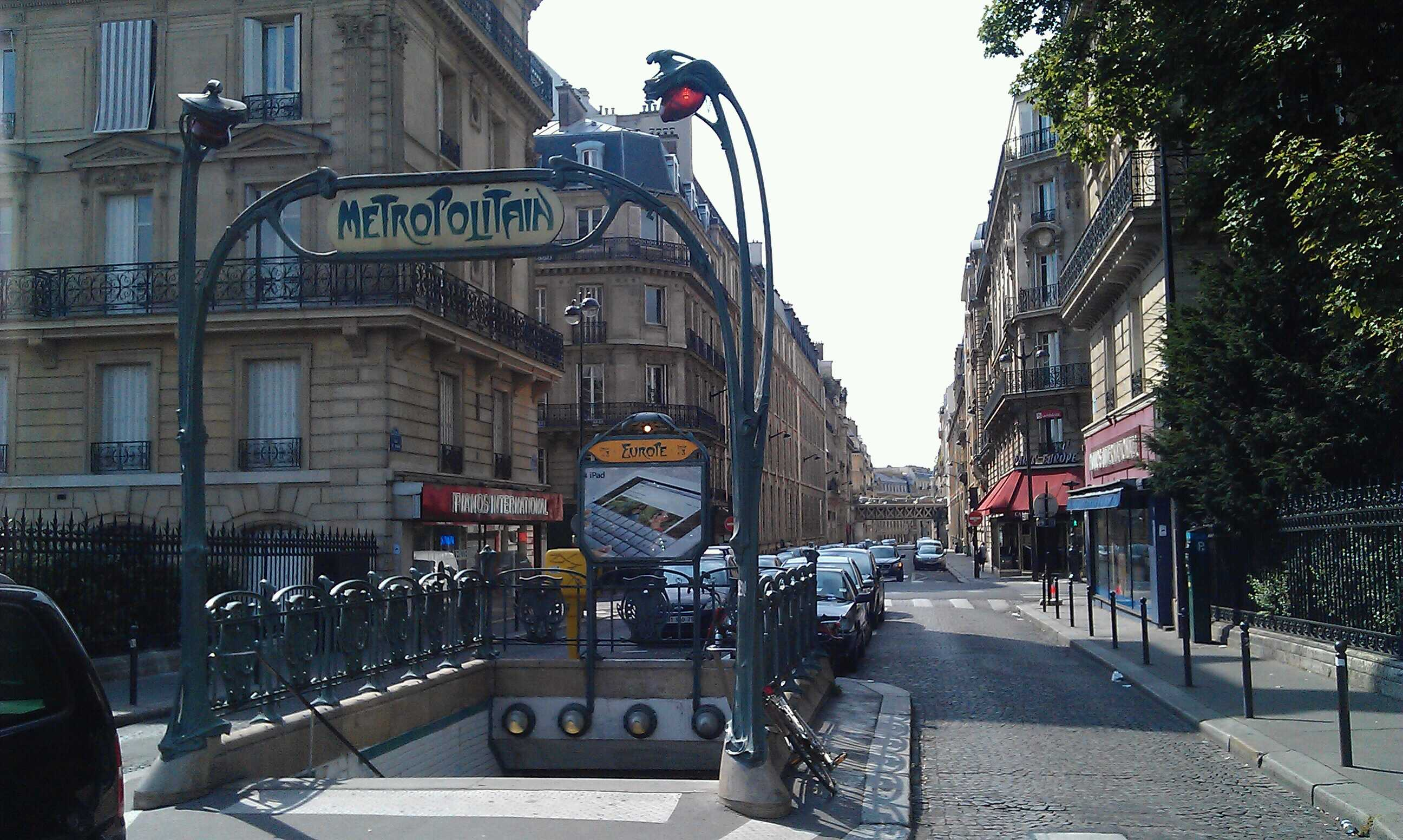
Zugang im Stil des Art nouveau

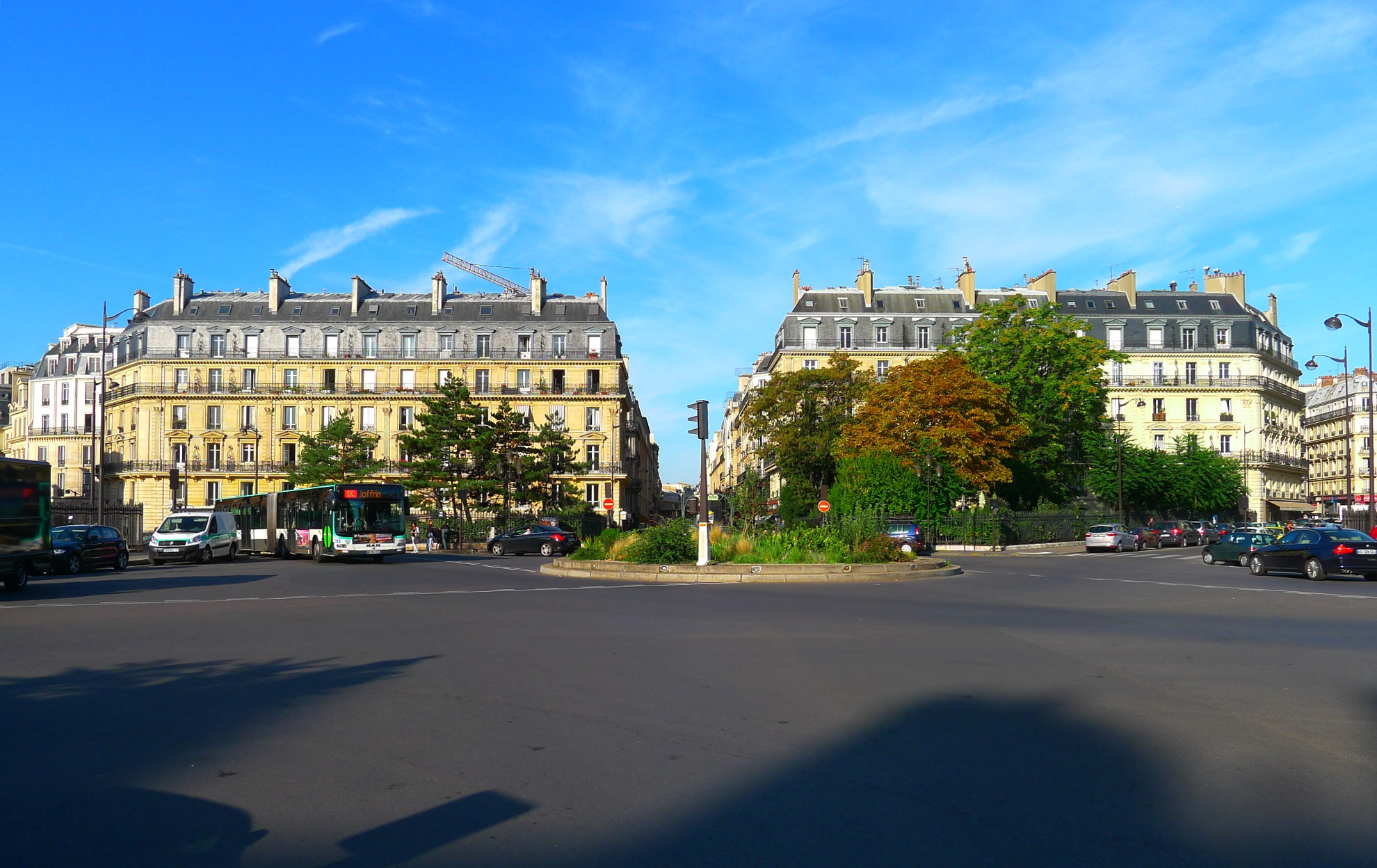
Der namengebende Platz liegt auf einem Viadukt über den Eisenbahngleisen

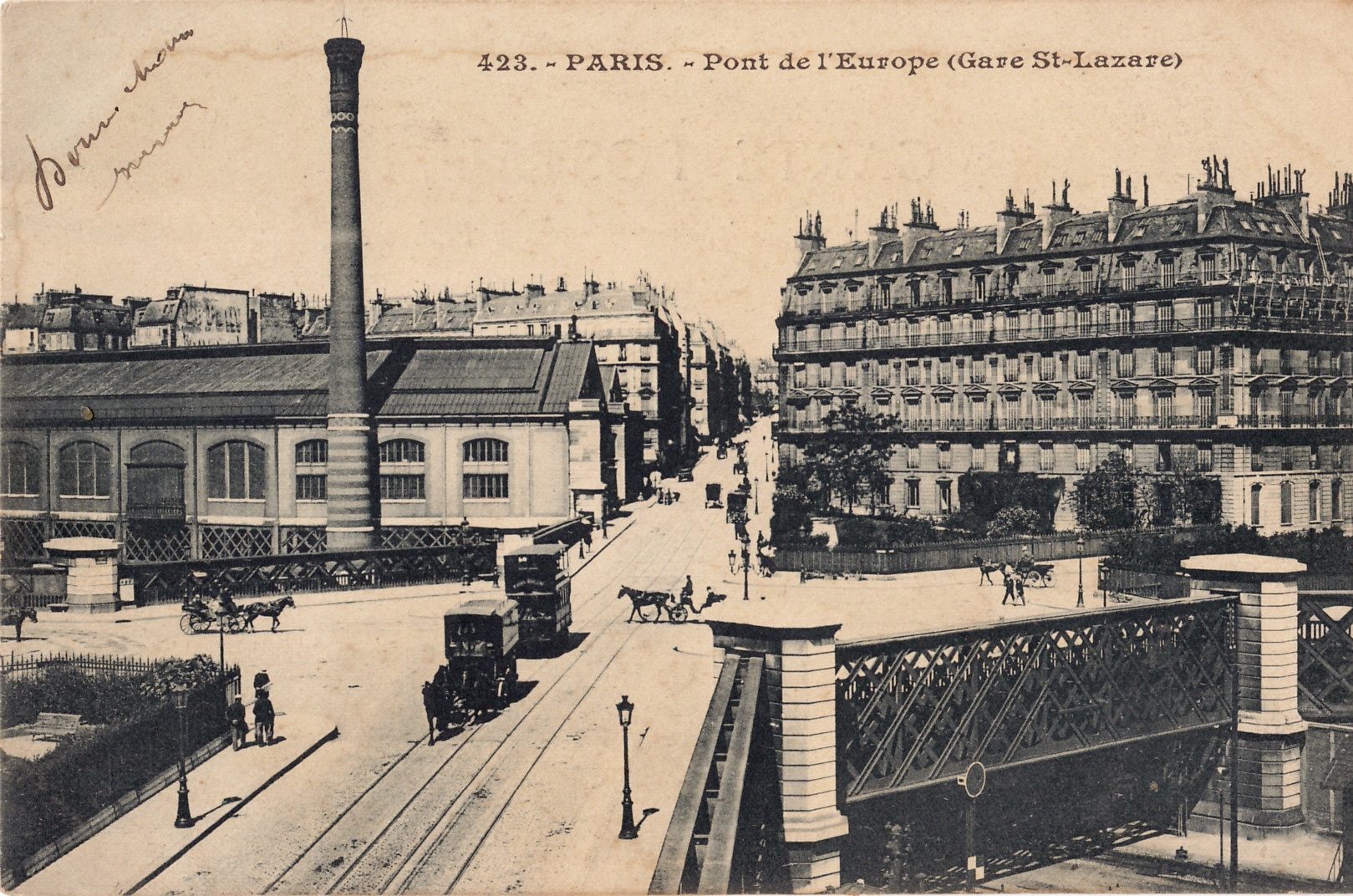
Place de l’Europe zur Zeit der Eröffnung der Métrolinie 3

Der U-Bahnhof Europe – Simone Veil [øʁɔp simɔn vɛj], bis 2018 nur Europe, ist eine unterirdische Station der Linie 3 der Pariser Métro.

## Lage
Die Station befindet sich im Quartier de l’Europe des 8. Arrondissements von Paris. Sie liegt längs unter der Rue de Rome in Höhe deren Kreuzung mit der Rue de Madrid.

## Name
Namengebend sind die ca. 50 m östlich der Station befindliche Place de l’Europe (dt.: Europaplatz) sowie seit 2018 die Politikerin Simone Veil (1927–2017). Der nahezu kreisförmige Platz mit sechs sternförmig abgehenden Straßen wurde auf einem Viadukt errichtet, das über dem Gleisvorfeld des Fernbahnhofs Gare Saint-Lazare liegt. Die abgehenden Straßen sind nach europäischen Städten benannt, darunter befand sich die Rue de Berlin, die zu Beginn des Ersten Weltkriegs in Rue de Liège umgetauft wurde. 1931 wurde das Viadukt erneuert und der Platz vergrößert. 
Am 25. April 2018 gab Valérie Pécresse, Präsidentin der Region Île-de-France, bekannt, dass die Station fortan den Namen Europe – Simone Veil tragen werde, zu Ehren der im Jahr zuvor verstorbenen Politikerin und ehemaligen Präsidentin des Europaparlaments Simone Veil. Der Stadtrat von Paris hatte bereits einige Monate zuvor beschlossen, auch den namengebenden Platz in Place de l’Europe–Simone Veil umzubenennen. Am 29. Mai 2018 wurden die neuen Tafeln mit dem Stationsnamen enthüllt, auf denen nun Simone Veil als Untertitel vermerkt ist.

## Geschichte und Beschreibung
Am 19. Oktober 1904 wurde der U-Bahnhof mit der Eröffnung der Linie 3 der Compagnie du chemin de fer métropolitain de Paris (CMP) in Betrieb genommen. Diese wurde damals auf dem Abschnitt von Villiers nach Père Lachaise dem Verkehr übergeben.
Die Station hat die ursprüngliche Pariser Standardlänge von 75 m. Unter einem elliptischen Deckengewölbe weist sie Seitenbahnsteige an zwei parallelen Streckengleisen auf, die Seitenwände folgen der Krümmung der Ellipse. Die Decke und die Wände sind weiß gefliest.
Der einzige Zugang liegt in der Straßenmitte der Rue de Madrid unweit der Place de l’Europe. Er wurde von Hector Guimard im Stil des Art nouveau entworfen.

## Fahrzeuge
Die Linie 3 wurde von Anfang an mit vierachsigen Fahrzeugen auf Drehgestellen ausgestattet. Sie wurden später durch Sprague-Thomson-Züge ersetzt, die dort bis 1967 verkehrten. In jenem Jahr erhielt die Linie 3 als erste die neue, klassisch auf Stahlschienen laufende Baureihe MF 67. Die zwischen 2005 und 2008 renovierten Züge sind dort im Jahr 2024 nach wie vor im Einsatz, ab 2028 sollen sie von Fahrzeugen der Baureihe MF 19 abgelöst werden.